# Велика Храстилниця
Велика Храстилниця (хорв. Velika Hrastilnica) — населений пункт у Хорватії, у Загребській жупанії у складі громади Криж.

## Населення
Населення за даними перепису 2011 року становило 166 осіб.
Динаміка чисельності населення поселення:

## Клімат
Середня річна температура становить 10,98 °C, середня максимальна – 25,47 °C, а середня мінімальна – -6,04 °C. Середня річна кількість опадів – 859 мм.
| Клімат поселення                              | Клімат поселення | Клімат поселення | Клімат поселення | Клімат поселення | Клімат поселення | Клімат поселення | Клімат поселення | Клімат поселення | Клімат поселення | Клімат поселення | Клімат поселення | Клімат поселення | Клімат поселення |
| Показник                                      | Січ.             | Лют.             | Бер.             | Квіт.            | Трав.            | Черв.            | Лип.             | Серп.            | Вер.             | Жовт.            | Лист.            | Груд.            |                  |
| Середній максимум, °C                         | 6,32             | 8,51             | 13,03            | 17,48            | 22,46            | 25,47            | 24,66            | 23,98            | 20,07            | 15,05            | 9,44             | 5,24             |                  |
| Середня температура, °C                       | 0,14             | 2,31             | 6,87             | 11,30            | 16,28            | 19,30            | 20,86            | 20,18            | 16,26            | 11,24            | 5,64             | 1,41             |                  |
| Середній мінімум, °C                          | −6,04            | −3,86            | 0,68             | 5,12             | 10,11            | 13,12            | 17,04            | 16,37            | 12,45            | 7,44             | 1,83             | −2,37            |                  |
| Норма опадів, мм                              | 51               | 49               | 57               | 66               | 77               | 91               | 78               | 81               | 78               | 80               | 86               | 65               |                  |
| Середньомісячна швидкість вітру, м/с          | 1.90             | 2.10             | 2.50             | 2.40             | 2.20             | 2.00             | 1.99             | 1.80             | 1.80             | 1.90             | 1.90             | 1.90             |                  |
| Середньомісячна сонячна радіація, кДж/м²·день | 4186             | 6934             | 10644            | 15219            | 19380            | 21358            | 22385            | 19568            | 14409            | 8871             | 4644             | 3407             |                  |
| --------------------------------------------- | ---------------- | ---------------- | ---------------- | ---------------- | ---------------- | ---------------- | ---------------- | ---------------- | ---------------- | ---------------- | ---------------- | ---------------- | ---------------- |
| Джерело:                                      |                  |                  |                  |                  |                  |                  |                  |                  |                  |                  |                  |                  |                  |